# Tommy Tucker (Bandleader)
Tommy Tucker (eigentlicher Name Gerald Duppler; * 18. Mai 1908 in Souris, Bottineau County, North Dakota; † 13. Juli 1989 in Sarasota, Florida) war ein US-amerikanischer Sänger und Bigband-Leader sowie Hochschullehrer.
Tommy Tucker graduierte 1929 an der University of North Dakota mit einem Abschluss in Musik; im selben Jahr gründete er seine erste Band und spielte unter der Bandbezeichnung Tommy Tucker and His Californians einige Schallplatten ein. Dabei war Tucker selbst der Bandsänger. 1935 entstand schließlich das Orchester, mit dem er das nächste Vierteljahrhundert arbeiten sollte; es bot eine Mischung langsamer Tanzmusik und war sehr in den großen Hotels und Ballrooms des Ostens und Mittelwestens der Vereinigten Staaten gefragt. Tuckers Band hatte auch einige Radioauftritte, so in der Fibber McGee and Molly Show (1936/37) und in der George Jessel Show (1938).
Eingeleitet wurden die Radioshow mit dem Spruch „It's Tommy Tucker Time“, während die Band das Geräusch einer tickenden Uhr spielte. Aufnahmen entstanden für Vocalion, Okeh und Columbia. Der größere Verkaufserfolg der Tucker-Band war der Titel I Don’t Want to Set the World on Fire, den das Orchester 1941 mit Amy Arnell als Bandsängerin einspielte. 
Neben der Leitung der Band hatte Tommy Tucker ein Möbelgeschäft und besaß eine Songwriter-Agentur; außerdem gründete er die Tommy Tucker School of Music. Tucker schrieb auch eine Reihe von Titeln für seine Band, wie auch die Erkennungsmelodie I Love You, ferner Cool, Calm and Collected and The Man Who Comes Around.
1944 veränderte Tucker den Stil der Band; es kamen Musiker wie Gerry Mulligan in die Band und als Arrangeure waren in diesem Jahr Van Alexander, Fred Norman und Claude Hopkins für Tuckers Orchester tätig, als dieser kurz versuchte, im Swing- (und frühen Rhythm-and-Blues)-Stil zu reüssieren; dieses Experiment währte jedoch nur ein Jahr und war nicht sehr erfolgreich; so kehrte Tucker zu seinem bewährten Sweet- und Tanzband-Stil zurück.
1950/51 sang Eydie Gorme in Tuckers Band; 1959 gab Tommy Tucker die Band auf, um mehr Zeit mit seiner Familie verbringen zu können. Er arbeitete dann als Englischlehrer an der lokalen Highschool; schließlich wurde er Assistant Professor of Music am Monmouth College in New Jersey, wo er 18 Jahre bis zu seinem Ruhestand 1978 blieb. Er zog dann nach Florida.
George T. Simon beschrieb das Tucker-Orchester als Protagonisten der Mickey-Maus-Bands, zu denen er auch die Orchester von Blue Barron, Jan Garber, Art Kassel und Orville Knapp zählte, die zwar eine Reihe von hervorragenden Bandsängern hatte, deren Musik jedoch unter den dünnen Arrangements litt, die das Orchester kleiner erscheinen ließen, als es tatsächlich war. Rühmliche Ausnahme sei das Jahr 1944 gewesen, als Tuckers Musik durch die außergewöhnlichen Arrangements von Van Alexander, Claude Hopkins und Fred Norman, plötzlich zu einer beeindruckenden Formation aufblühte. Unglücklicherweise wurde aber Tucker so sehr mit dem Mickey-Maus-Stil in Verbindung gebracht, dass seine Fans die Umstellung nicht mitmachten.
Tommy Tucker ist nicht mit dem Bluessänger Tommy Tucker (1933–1982) zu verwechseln. 

## Diskographische Hinweise
- It's Tommy Tucker Time. Collector’s Choice, 1944
- The Light Turned Green. Circle, 1943–47
- More 1941–1947.Circle, 1941–47